# Ar Ramtha
Ar Ramtha ou Al-Ramtha (em árabe: الرمثا) é uma cidade do noroeste da Jordânia, na província de Irbid, junto à fronteira com a Síria. O município tem 40 km² de área e em 2015 tinha 155 693 habitantes.

## Etimologia e história
O nome deriva de uma planta local do deserto do género Haloxylon chamada al-ramath em árabe. Durante o período em que fez parte do Império Romano chamou-se Ramata.[carece de fontes?]
No período romano e bizantino foi um entreposto remoto de ligação entre colónias. Na área da cidade foram descobertas ruínas de edifícios e outras antiguidades romanas. Durante a expansão islâmica, Ar Ramtha fazia parte do território de Hauran e foi um ponto de passagem de académicos muçulmanos entre a Síria e o Hejaz. Em termos históricos e sociológicos, a cidade é gémea de Daraa, na Síria, que se situa no outro lado da fronteira.[carece de fontes?]
Em 1596, a cidade é mencionada nos registos de impostos da otomanos, com o nome de Ramta, fazendo parte da anaia (nahiya) de Butayna, no sanjaco ou qada de Hauran. A sua população era exclusivamente muçulmana e tinha 19 casas. Os habitantes pagavam um imposto fixo em produtos agrícolas, nomeadamente trigo, cevada, colheitas de verão, cabras e colmeias, que totalizava 2 740 akçes. Metade desse valor era proveniente do waqf.

## Descrição
A economia local é baseado principalmente no comércio, nomeadamente de exportação e importação. No complexo industrial Al Hassan funcionam várias empresas com accionistas estrangeiros cujos produtos são maioritariamente vendidos para os mercados norte-americano e europeus.[carece de fontes?]
A cidade é famosa pelas declamações de poesia ritual que ocorrem em cerimónias públicas e casamentos. A dabke é uma dança popular na cidade e a música Mijwez tem origem em Ar Ramtha.[carece de fontes?]
A Universidade Jordana de Ciência e Tecnologia está sediada em Ar Ramtha e dela faz parte um grande hospital universitário que serve a população da região.
Há dois clubes de futebol em Ar Ramtha: o Al-Ramtha Sport Club e o  Ittihad Al-Ramtha; ambos jogam na primeira divisão jordana.[carece de fontes?]